# エドモンド・ロッシュ (初代ファーモイ男爵)

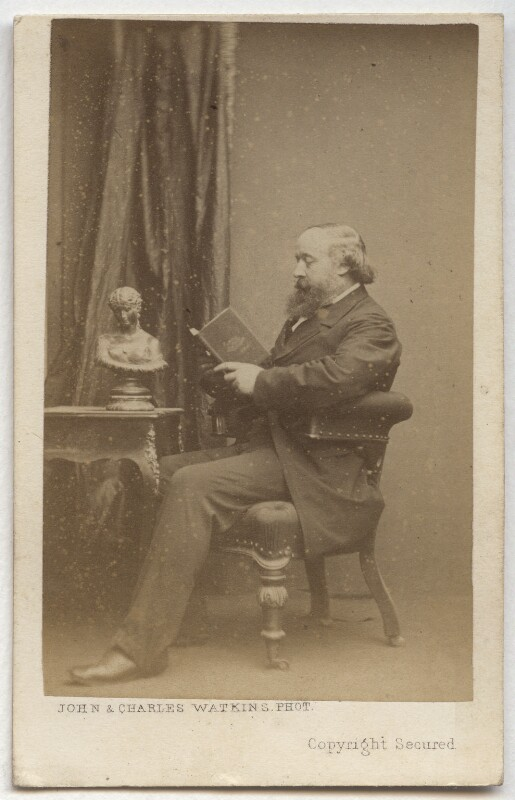
初代ファーモイ男爵の肖像写真。ジョン・ワトキンス、チャールズ・ワトキンス兄弟撮影、1860年代。

初代ファーモイ男爵エドモンド・バーク・ロッシュ（英語: Edmond Burke Roche, 1st Baron Fermoy、1815年8月 – 1874年9月17日）はイギリスの政治家、アイルランド貴族。自由党に所属し、庶民院議員（在任：1837年 – 1855年、1859年 – 1865年）を務めた。叙爵の特許状が貴族院で無効とされ、再発行を要したことで知られる。

## 生涯
エドワード・ロッシュ（Edward Roche、1855年3月没）と妻マーガレット・オノリア（Margaret Honoria、旧姓カーテン（Curtain）、ウィリアム・カーテンの娘）の息子として、1815年8月に生まれた。
1837年から1855年までコーク県選挙区の代表として庶民院議員を務めた。議会ではダニエル・オコンネルのリピール協会（合同法廃止運動）に協力した。
1855年4月、チルターン・ハンドレッズ執事に任命される形で庶民院議員を辞任した。1855年5月、アイルランド貴族であるコーク県におけるトラボルガンのファーモイ男爵に叙され、特許状が発行されたが、特許状への異議が1855年7月24日に貴族院で取り上げられ、ファーモイ男爵はアイルランド貴族代表議員選挙への投票を拒否された。1856年5月19日には特許状を無効とする判決が下された。1800年合同法に基づき、アイルランド貴族爵位の創設には既存のアイルランド貴族爵位3つの廃絶が必要であり、ファーモイ男爵の特許状ではティアコネル伯爵、メルバーン子爵、マウントラス伯爵の廃絶を創設の根拠とした。しかし、マウントラス伯爵位が1802年に廃絶した後は従属爵位であるキャッスル・クート男爵位が存続した（1827年廃絶）ため、貴族の人数が減っていないとして無効とされた。その後、1856年9月10日に新しく発行されたファーモイ男爵の特許状ではティアコネル伯爵、メルバーン子爵、オニール子爵（1855年2月12日廃絶）を根拠として挙げられた。
コーク県北部と東部に広大な領地を有し、1856年12月4日にコーク統監に任命され、1874年に死去するまで務めた。ノース・コーク民兵隊の名誉隊長を務め、同じく1874年に死去するまで務めた。コーク県以外ではウォーターフォード県ダンガーヴァン周辺に領地を有した。
1859年7月、自由党候補としてメリルボーン選挙区から出馬、4,219票でトップ当選した。1865年イギリス総選挙で再選を目指したが、自由党候補3名が2議席を争った結果、4,121票（得票数3位）で落選した。
1874年9月17日、コーク県トラボルガン（Trabolgan）で死去、息子エドワード・フィッツエドモンド・バークが爵位を継承した。

## 家族
1848年8月22日、エリザベス・キャロライン・ブースビー（Elizabeth Caroline Boothby、1823年ごろ – 1897年4月26日、ジェームズ・ブラウネル・ブースビーの娘）と結婚、5男3女をもうけた。
- エドワード・フィッツエドモンド・バーク（1850年5月23日 – 1920年9月1日） - 第2代ファーモイ男爵[1]
- ジェームズ・ブースビー・バーク（英語版）（1852年7月28日 – 1920年11月3日） - 第3代ファーモイ男爵[1]
- アレクシス・チャールズ・バーク（Alexis Charles Burke、1853年6月30日 – 1914年12月17日） - 1882年4月24日、ルーシー・モード・ゴッシェン（Lucy Maude Goschen、1909年3月16日没、初代ゴッシェン子爵ジョージ・ゴッシェンの娘）と結婚、子供あり[9]
- イリナ・シャーロット・バーク（Eleanor Charlotte Burke、1854年9月15日[10] – 1938年4月16日） - 1881年6月21日、ウィリアム・ニコラス・リーダー（William Nicholas Leader）と結婚[9]
- ユリック・ド・ループ・バーク（Ulick De Rupe Burke、1856年1月16日 – 1919年4月23日） - 1882年9月23日、アグネス・ブレア・メイン（Agnes Blair Mayne、1905年1月25日没、ジャスパー・オトウェイ・メインの娘）と結婚、子供なし。1906年2月15日、ドロシア・ブランシュ・ジョーンズ（Dorothea Blanche Jones、1963年4月7日没[11]、ジョン・ジョーンズの娘）と再婚、子供あり[9]。ドロシア・ブランシュは1931年12月5日にパーシー・ウィリアム・オールデイ（Percy William Allday、1937年4月7日没）と再婚[9]
- イライザ・シャーロット・バーク（1857年10月17日[10] – 1940年11月8日） - 1905年1月24日、フリードリヒ・マクシミリアン・フォン・ホッホベルク（Friedrich Maximilian von Hochberg、1921年9月16日没、ハンス・ハインリヒ11世・フォン・ホッホベルクの息子）と結婚[9]。1925年9月28日、イギリス国籍に復帰した[9]
- エドマンド・バーク（Edmund Burke、1859年9月29日 – 1948年6月21日） - 1912年、エリザベス・ブランシュ・クラパム（Elizabeth Blanche Clapham、1956年以降没、ジョン・グリーヴス・クラパムの娘）と結婚、子供なし[9]
- エセル・キャスリーン・バーク（Ethel Kathleen Burke、1861年7月4日[10] – 1935年12月10日没） - 1891年8月20日、ノーマン・マクリーン（Norman McLean、1928年11月15日没、J・D・マクリーンの息子）と結婚[9]
- 息子（1864年9月5日[10] – ?）